# تالماسینگ
تالماسینگ (به آلمانی: Thalmassing) یک شهر در آلمان است که در بایرن واقع شده‌است.

## خصوصیات
تالماسینگ ۳۷٫۱۱ کیلومترمربع مساحت دارد ۳۶۰ متر بالاتر از سطح دریا واقع شده‌است.